# Миронівка (Полтавський район)
Миро́нівка — село в Україні, у Машівській селищній громаді Полтавського районуПолтавської області. Населення становить 252 осіб. До 2017 орган місцевого самоврядування — Машівська селищна рада.

## Географія
Село Миронівка знаходиться на правому березі річки Мокрий Тагамлик, вище за течією на відстані 1,5 км розташоване село Кошманівка, нижче за течією на відстані 0,5 км розташоване село Базилівщина, на протилежному березі — село Богданівка. На річці велика загата. Поруч проходить автомобільна дорога Р11.

## Історія
12 червня 2020 року, відповідно до розпорядження Кабінету Міністрів України № 721-р «Про визначення адміністративних центрів та затвердження територій територіальних громад Полтавської області», село увійшло до складу Машівської селищної громади.
19 липня 2020 року, в результаті адміністративно - територіальної реформи та ліквідації Машівського району, село увійшло до складу новоутвореного Полтавського району.

## Об'єкти соціальної сфери
- Клуб.